# Kochlorine floridana
Kochlorine floridana is een rankpootkreeftensoort uit de familie van de Lithoglyptidae. De wetenschappelijke naam van de soort is voor het eerst geldig gepubliceerd in 1966 door Wells & Tomlinson.